# Rebecca Brandewyne
Rebecca Brandewyne (* 4. März 1955 in Knoxville, Tennessee als Mary Rebecca Wadsworth) ist eine erfolgreiche amerikanische Autorin von Liebesromanen. Ihr Werk wird der Trivialliteratur zugerechnet.

## Leben und Werk
Brandewyne ist eine Tochter von Beverly Wadsworth, die später in zweiter Ehe Verne Thornton heiratete. Brandewyne wuchs mit vier Geschwistern in Kansas auf und hat an der Wichita State University die Fächer Journalismus, Geschichte und Musik (Bachelor) und anschließend Kommunikationswissenschaft (Masters) studiert. 1980 veröffentlichte sie ihren ersten Roman, No Gentle Love, einen Bodice Ripper, dessen Handlung in der Regencyzeit angesiedelt ist, den Leser aber nicht nur nach England, sondern auch nach Irland, Frankreich, Afrika, Indien und China führt.
In einer 1983 geschlossenen Ehe mit Gary D. Brook wurde im Februar 1986 ein Sohn geboren, die Ehe zerbrach jedoch und wurde 1996 wieder geschieden. 2003 veröffentlichte Brock ein Buch Paperback Poison: The Romance Writer and the Hit Man, in dem er seiner geschiedenen Frau vorwarf, einige ihrer Bücher seien Plagiate und sie habe einen Auftragsmörder auf ihn angesetzt. Brandewyne verklagte seinen Verlag, AuthorHouse, daraufhin wegen Verleumdung und erhielt vom Gericht ein Urteil zu ihren Gunsten. Auch eine spätere Ehe, die Brandewyn mit dem Engländer John Cox schloss, wurde wieder geschieden.
1986 hatte Brandewyne einen ihrer bekanntesten Romane veröffentlicht, The Outlaw Hearts, die Geschichte einer jungen Lehrerin, die im 19. Jahrhundert auf dem Wege in die amerikanischen Südstaaten von einem attraktiven Outlaw entführt wird. Zwei Jahre später folgte ihr gleichermaßen erfolgreicher Roman Upon a Moon-Dark Moor, dessen Liebesgeschichte im 19. Jahrhundert in Cornwall spielt. Zur selben Zeit begann Brandewyne, die bis dahin auf historische Liebesromane spezialisiert gewesen war, auch Fantasy-Liebesromane zu schreiben (Passion Moon Rising, 1988).

## Veröffentlichungen
Für Warner Books:
- 1980 – No Gentle Love

- deutsch: Wer die Liebe flieht (Cora, 1985)

- 1982 – Forever My Love

- deutsch: Verschwörung der Herzen (Goldmann, 1993)

- 1983 – Love, Cherish Me (Aguilar’s Fate #1)

- deutsch: Fieber der Sehnsucht (Goldmann, 1998)

- 1984 – And Gold Was Ours (Aguilar’s Fate #2)

- deutsch: Brandende Sehnsucht/Dornen der Leidenschaft  (Goldmann, 1984)

- 1984 – Rose of Rapture

- deutsch: Im Rausch der Nacht (Goldmann, 2003)

- 1986 – The Outlaw Hearts

- deutsch: Wilde Agaven (Goldmann, 1998)

- 1987 – Desire in Disguise
- 1988 – Upon a Moon-Dark Moor (Chandlers of Highclyffe Hall #1)

- deutsch: In mondheller Nacht (Goldmann, 1991)

- 1989 – Across a Starlit Sea (Chandlers of Highclyffe Hall #2)

- deutsch: Brandende Sehnsucht (Goldmann, 1991)

- 1990 – Heartland
- 1991 – Rainbow's End

- deutsch: Heiße Stürme (Goldmann, 1993)

- 1992 – Desperado

- deutsch: Desperado der Liebe (Goldmann, 1994)

- 1993 – Swan Road

- deutsch: Süße Dornen (Goldmann, 1995)

- 1995 – The Jacaranda Tree

- deutsch: Purpurblüten (Goldmann, 1996)

Für Simon & Schuster (Pocket Books):
- 1988 – Passion Moon Rising (Chronicles of Tintagel #1)
- 1991 – Beyond the Starlit Frost (Chronicles of Tintagel #2)

Für Harlequin (Mira, Silhouette):
- 1995 – Wildcat

- deutsch: Pokern um das Glück

- 1996 – Dust Devil

- deutsch: Sommersturm (Cora, 1997)

- 1996 – Presumed Guilty
- 1996 – Hired Husband (eingeschränkte Vorschau in der Google-Buchsuche)
- 1997 – Glory Seekers

- deutsch: Die Stunde der Wahrheit (Cora, 1998)

- 1998 – The Lioness Tamer

- deutsch: Verwöhnt von so viel Zärtlichkeit

- 1999 – High Stakes

- deutsch: Hoher Einsatz/Tödliches Labyrinth (Cora, 2004)

- 2001 – Destiny's Daughter
- 2003 – The Love Knot
- 2003 – To Die For (eingeschränkte Vorschau in der Google-Buchsuche)
- 2004 – The Ninefold Key
- 2006 – The Crystal Rose (eingeschränkte Vorschau in der Google-Buchsuche)
- 2009 – From the Mists of Wolf Creek (eingeschränkte Vorschau in der Google-Buchsuche)